# Mint Condition
Mint Condition es una banda de R&B proveniente de Minnesota, Estados Unidos. Sus miembros originales fueron Stokley Williams (voz, batería), Homer O'Dell (guitarra), Larry Waddell (teclados), Roger Lynch, Ray Coleman y Kenny Young. Lynch, Coleman y Young dejaron el grupo y fueron reemplazados por Keri Lewis (teclados) y Jeffrey Allen (saxofón, teclados) junto a Ricky Kinchen (bajo). La alineación Williams, O'Dell, Waddell, Allen, Lewis y Kinchen es considerada la alineación clásica de la banda.
Actualmente esta alineación permanece intacta, con excepción de Lewis, que dejó la agrupación para centrarse en su matrimonio con la cantante Toni Braxton y producir para ella y otros artistas. El grupo es conocido por su versatilidad de estilos (son capaces de tocar jazz, R&B, rock, funk y ritmos latinos, los que incluyen en sus presentaciones en vivo. Sus canciones más reconocidas son "Breakin' My Heart (Pretty Brown Eyes)" (1991) y "What Kind of Man Would I Be" (1996).

## Discografía

### Estudio
- Meant to Be Mint (1991)
- From the Mint Factory (1993)
- Definition of a Band (1996)
- Life's Aquarium (1999)
- Livin' the Luxury Brown (2005)
- E-Life (2008)
- 7... (2011)
- Music At the Speed of Life (2012)

### Navideños
- Healing Season (2015)